# Баксузан дан (филм)
Баксузан дан (енгл. Bad Hair Day) амерички је телевизијски филм из 2015. године који се емитовао на Дизни каналу, са главним улогама које тумаче Лора Марано и Ли-Елин Бејкер.

## Радња
Ученица средњие школе очајнички жели да буде краљица матурске вечери, али на великој ноћи њена коса је неконтролисано лоша збрка. У међувремену, агент ФБИ-а је у потрази за крадљивцем драгуља који тражи украдену огрлицу, коју поседује девојка са збрканом косом. Ускоро, она и агент јуре крадљивца драгуља, а она је звекнула на дивљу авантуру у граду.